# 2015 RG301
2015 RG301 est un objet transneptunien faisant partie du disque des objets épars, encore mal connu.

## Caractéristiques
2015 RG301 mesurerait environ 84 kilomètres de diamètre.